# Jean-Drapeau (metrostation)
Jean Drapeau is een metrostation in de Canadese stad Montréal.
Het station ligt aan de gele lijn van de metro van Montréal en is geopend ten behoeve van de wereldtentoonstelling die in 1967 in Montréal werd gehouden. Het station werd destijds genoemd naar het eiland dat het bediend, Île Saint-Hélène, en ligt in het expoterrein. Op 10 mei 2000 besloot de gemeenteraad om het station om te dopen in Jean-Drapeau ter ere van de oud burgemeester en initiator van de metro en de wereldtentoonstelling in Montréal. De naamswijziging werd in maart 2001 doorgevoerd.